# Гринівка (Роменський район)
Грині́вка — село в Україні, у Роменському районі Сумської області. Населення становить 369 осіб. Входить до складу Недригайлівської селищної громади.

## Географія
Село Гринівка знаходиться на березі річки Хусть, нижче за течією на відстані 0,5 км розташоване село Беседівка. Річка в цьому місці пересихає.

## Історія
Село Гринівка відоме з другої половини XVIII століття (за деякими даними з 1649 р.).
Поблизу села Гринівка виявлено поселення черняхівської культури.
Виписка з ревізійної книги по Смілівській сотні Лубенського полку за 14 серпня 1740 року:  Всього по смілівській сотні, окремо (без підданих Києво-Печерської Лаври) та іншого тимчасового населення, козацьких дворів, хат, а в них родин:  Дворів - 722  Хат - 791  Родин - 791.  Всього по м.Смілому дворів - 388, хат - 366, родин - 366.  по с. Протасівка дворів - 172, хат - 189, родин - 189.  по с. Томашівка дворів - 98, хат - 109, родин - 109.  по с. Гринівка дворів - 33, хат - 35, родин - 35.  по с. Беседівка дворів - 12, хат - 26, родин - 25.
Село постраждало внаслідок геноциду українського народу, проведеного урядом СРСР в 1932—1933 роках.
До 2016 року орган місцевого самоврядування — Гринівська сільська рада.
12 червня 2020 року, відповідно до розпорядження Кабінету Міністрів України № 723-р «Про визначення адміністративних центрів та затвердження територій територіальних громад Сумської області», село увійшло до складу Недригайлівської селищної громади.
19 липня 2020 року, в результаті адміністративно-територіальної реформи та ліквідації Недригайлівського району, село увійшло до складу новоутвореного  Роменського району.

## Населення

### Мова
Розподіл населення за рідною мовою за даними перепису 2001 року:
| Мова       | Кількість | Відсоток |
| ---------- | --------- | -------- |
| українська | 363       | 98.37%   |
| російська  | 6         | 1.63%    |
| Усього     | 363       | 100%     |

## Галерея

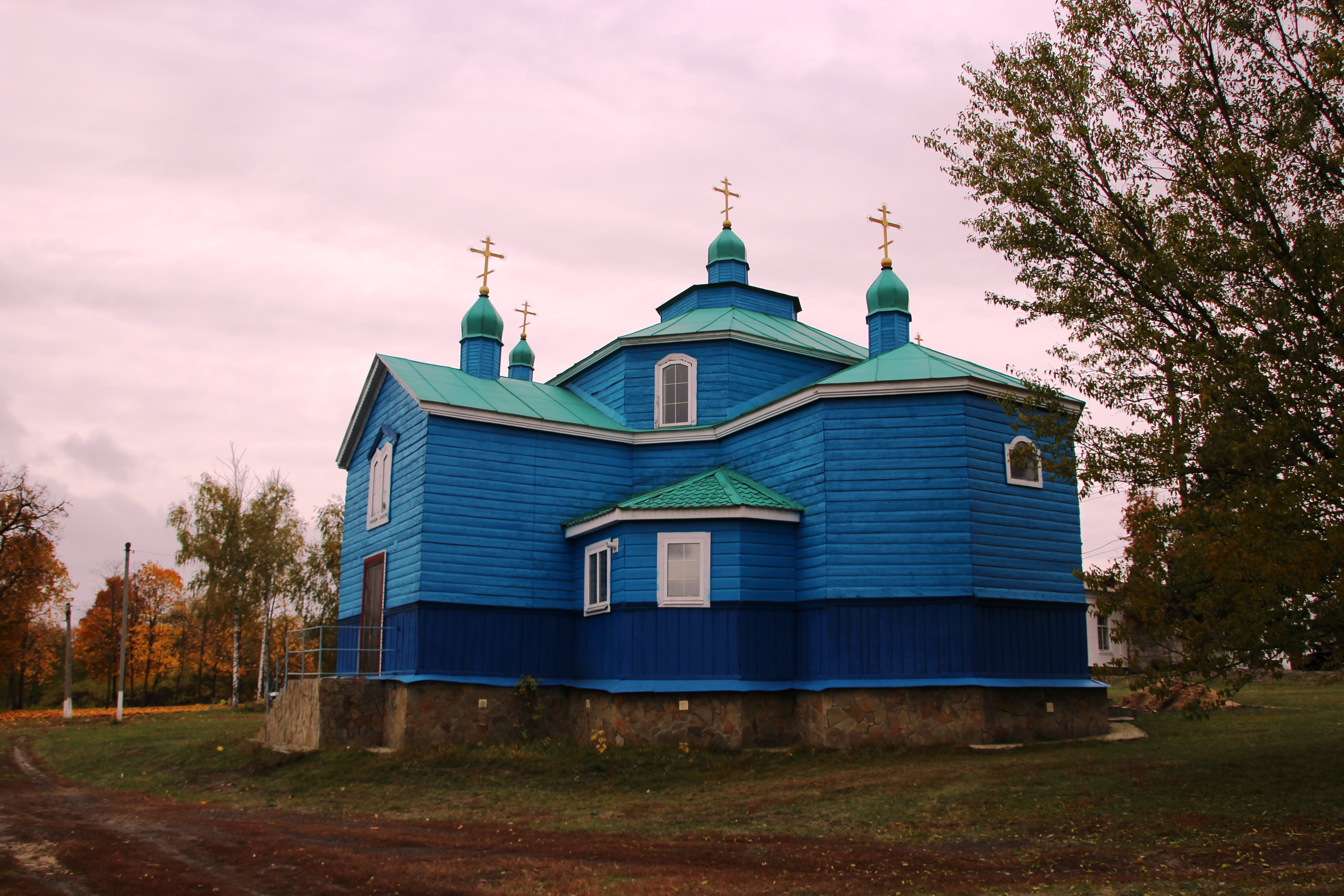
Михайлівська церква
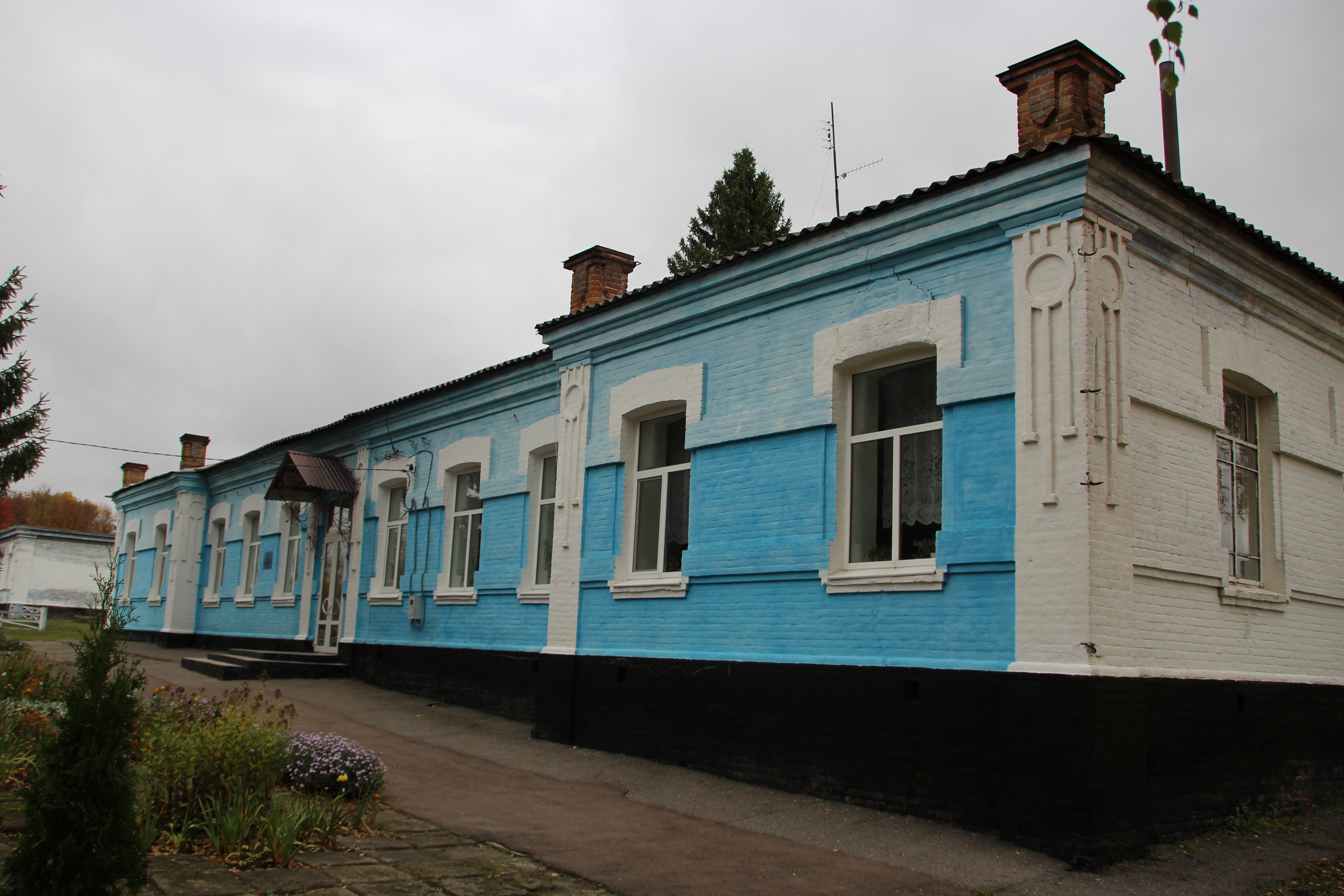
Сільське двохкласне училище
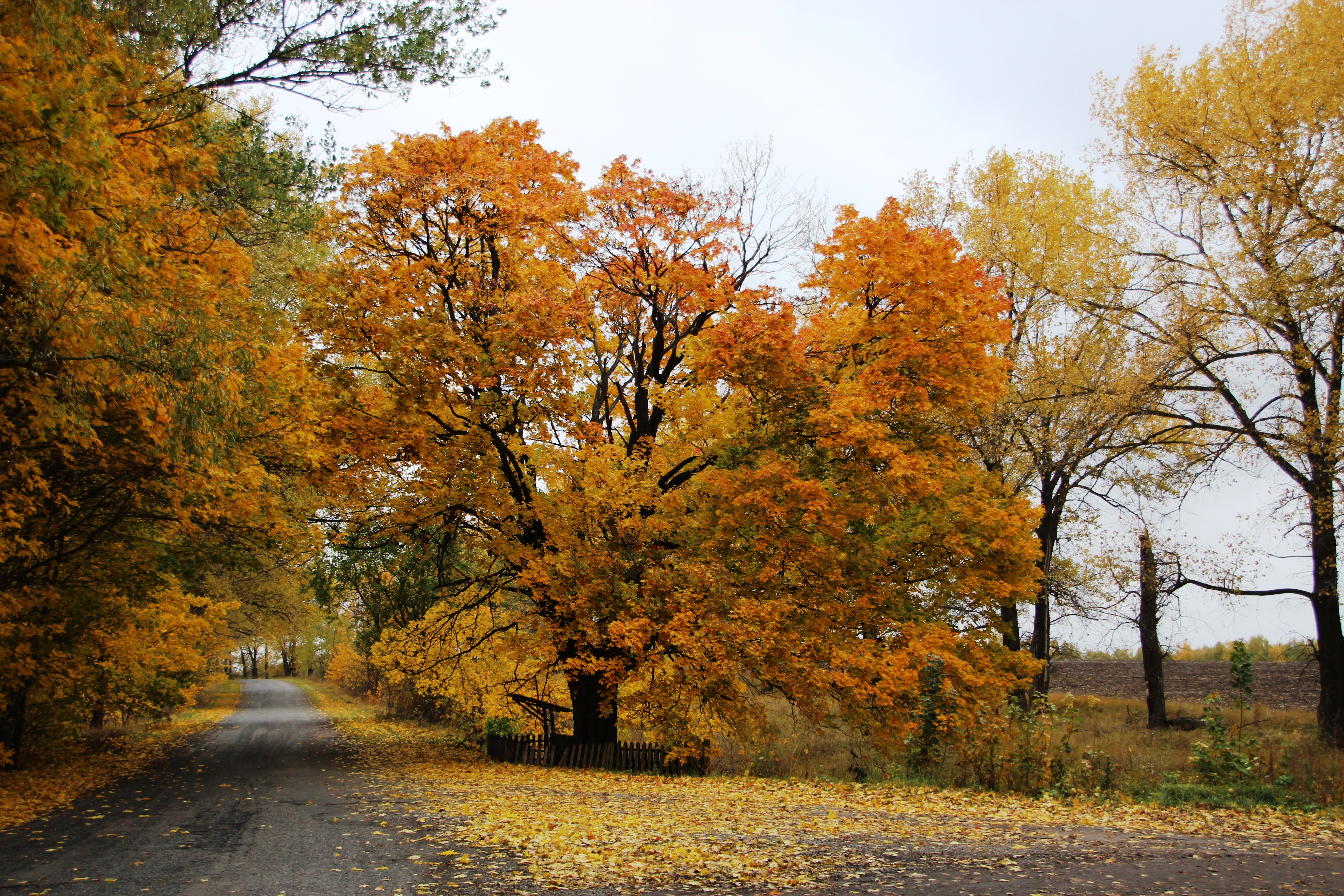
Золота осінь
Пам'ятник жертвам комуністичного голодомору